# Bill Sheils
William J. Sheils FRHistS, conhecido como Bill Sheils, é professor emérito de história na Universidade de York e membro da Royal Historical Society. Sheils é especialista no início da história religiosa e social moderna da Grã-Bretanha.

## Educação
Sheils foi educado na William Ellis School, norte de Londres (1957-1964),  e obteve seu bacharelado em York (1964-1967) e seu doutorado no King's College, Londres. 

## Carreira
Sheils trabalhou pela primeira vez na História do Condado de Victoria antes de ingressar na Universidade de York como arquivista no Instituto Borthwick em 1973, onde trabalhou nas coleções pós-medievais até 1988. Ele então ensinou história social e econômica dos séculos XIX e XX e, posteriormente, história religiosa e social moderna, com especialização na Grã-Bretanha.  Sheils se aposentou do ensino em 2011 para se tornar um pesquisador em tempo integral. 
Sheils escreveu extensivamente para o Jornal de História Eclesiástica, além de contribuir para a Revisão da História Econômica, o Jornal do Século XVI e a História do Norte. 
Em 2012, Sheils foi o destinatário de uma festschrift, Getting Along? Identidades religiosas e relações confessionais no início da Inglaterra moderna - ensaios em homenagem ao professor WJ Sheils (estudos de St. Andrews em história da reforma, Ashgate, 2012), editado por Adam Morton e Nadine Lewycky. 

## Associações
Sheils é membro da Royal Historical Society e ex-presidente da Sociedade de História Eclesiástica.  

## Vida pessoal
Sheils é paroquiano de St. Aelred's na diocese católica romana de Middlesbrough. 

## Publicações selecionadas
- The Puritans in the Diocese of Peterborough, 1558–1610. Northamptonshire Record Society, 1979. ISBN 0901275409
- The English Reformation 1530–1570. Longman, 1989. (Seminar Studies in History) ISBN 058235398X